# Unitas Helsinki
El Unitas Helsinki fue un equipo de fútbol de Finlandia que alguna vez jugó en el Campeonato de Finlandia, la desaparecida primera división de fútbol en el país.

## Historia
Fue fundado en el año 1905 en la capital Helsinki por un grupo de deportistas que abandonaron al Reipas Helsinki. El club nació originalmente como una institución multideportiva, aunque su sección de fútbol siempre fue la más importante.
Fue el primer equipo de fútbol de Finlandia en disputar un partido de fútbol con público, y fue el 1 de septiembre de 1906 en San Petersburgo, Rusia ante el Amateur-Sportverein con derrota de 1-4.
También fue el primer campeón de fútbol en un torneo de liga de Finlandia en 1908, aunque el sistema de competencia era similar al de un torneo de copa.
El club desapareció en 1914 luego de no disputarse el campeonato de liga en esa temporada.

## Palmarés
- Campeonato de Finlandia: 1

1908